# Buried Alive (Album)
Buried Alive ist ein offizielles Livealbum der schwedischen Progressive Rockband Änglagård. Es erschien im Jahre 1996.
Aufgenommen wurde ein Livekonzert der Band am 5. November 1994 im Variety Arts Centre in Los Angeles. Das Konzert fand dort im Rahmen des Progfest ’94 statt.

## Tracklist
1. Prolog (Studioversion vom Album Epilog) – 2:20
2. Jordrök (Live) – 11:46
3. Höstsejd (live) – 14:03
4. Ifrån klarhet till klarhet (live) – 9:04
5. Vandringar i Vilsenhet (live) – 13:07
6. Sista Somrar (live) – 9:22
7. Kung Bore (live) – 12:34

## Besetzung
- Anna Holmgren – Flöte, Mellotron
- Tord Lindman – Akustische und E-Gitarre, Mellotron, Gesang, Schlagwerk
- Jonas Engdegard – Akustische und E-Gitarre
- Thomas Johnson – Keyboard, Mellotron, Hammond-Orgel B-3, Grand Piano
- Johan Högberg – Bass und Basspedale
- Mattias Olsson – Schlagzeug